# Walter Neupert
Walter Neupert (* 24. Oktober 1939 in München; † 22. Juni 2019 ebenda) war ein deutscher Biochemiker, Mediziner und Zellbiologe.

## Leben
Nach dem Studium in München promovierte er 1968 an der Ludwig-Maximilians-Universität München im Fach Biochemie und 1970 in Medizin. Danach arbeitete er dort bis zu seiner Habilitation 1972 als Wissenschaftlicher Assistent und dann als Privatdozent. Einem Ruf des Institutes für Biochemie der Universität Göttingen folgte er 1977. Seit 1983 war er Inhaber des Lehrstuhls für Physiologische Chemie der Medizinischen Fakultät am Adolf-Butenandt-Institut der Ludwig-Maximilians-Universität München als Nachfolger von Theodor Bücher. Neupert war Fellow der Max-Planck-Gesellschaft am Max-Planck-Institut für Biochemie in Martinsried. Weiterhin war er ordentliches Mitglied der Bayerischen Akademie der Wissenschaften und seit 1994 korrespondierendes Mitglied der Nordrhein-Westfälischen Akademie der Wissenschaften. Zudem war er seit 1990 ordentliches Mitglied der Academia Europaea und seit 1993 Mitglied der Leopoldina, mit deren Schleiden-Medaille er 1999 ausgezeichnet wurde. Seit 2005 war er korrespondierendes Mitglied der Österreichischen Akademie der Wissenschaften.

## Werk
Neuperts Forschungsgebiet waren Mitochondrien. Er zeigte zum ersten Mal, dass Mitochondrien Proteine post-translational importieren können. Neupert und Mitarbeiter charakterisierten den Importapparat in ihren molekularen Details, einschließlich der mitochondrialen processing peptidase (MPP) in der Matrix, welche die Pro-Sequenzen von importierten Proteinen entfernt.
Zu seinen Schülern zählen Franz-Ulrich Hartl (MPI für Biochemie), Roland Lill (Professor in Marburg), Nikolaus Pfanner (Professor in Freiburg) und Richard Zimmermann (Professor in Homburg/Saar). Neupert lebte zuletzt in Germering.

## Werke
- Zur Biosynthese der Proteine der mitochondrialen Außen- und Innenmembranen in Neurospora crassa. München 1970, Dissertation, DNB 482119691
- Zur Biogenese von Mitochondrien: Über d. Einbau v. Aminosäuren in isolierte Mitochondrien d. Flugmuskels d. Wanderheuschrecke <Locusta migratoria> u. d. Rattenleber. München 1968, DNB 481612815

## Auszeichnungen
- 1998: Gairdner Foundation International Award
- 1999: Schleiden-Medaille[8]
- 2000: Otto-Warburg-Medaille
- 2000: E. B. Wilson Medal
- 2000: Bundesverdienstkreuz 1. Klasse
- 2003: Bayerischer Verdienstorden
- 2003: Felix-Wankel-Tierschutz-Forschungspreis
- 2008: Bayerischer Maximiliansorden für Wissenschaft und Kunst
- 2015: Ernst-Jung-Medaille für Medizin in Gold
- 2019: Cothenius-Medaille der Leopoldina